# Обераудорф
Обераудорф (нем. Oberaudorf) — община в Германии, в земле Бавария.
Подчиняется административному округу Верхняя Бавария. Входит в состав района Розенхайм. Население составляет 4948 человек (на 31 декабря 2010 года). Занимает площадь 59,29 км².

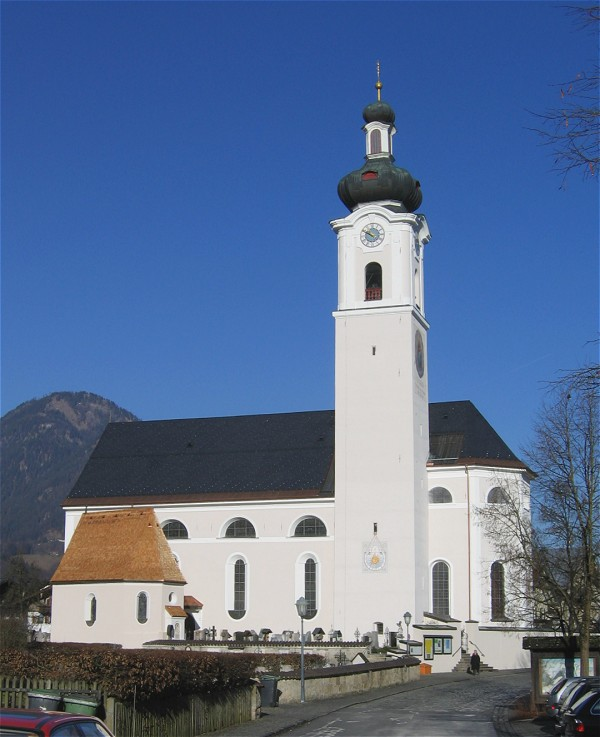
Обераудорф

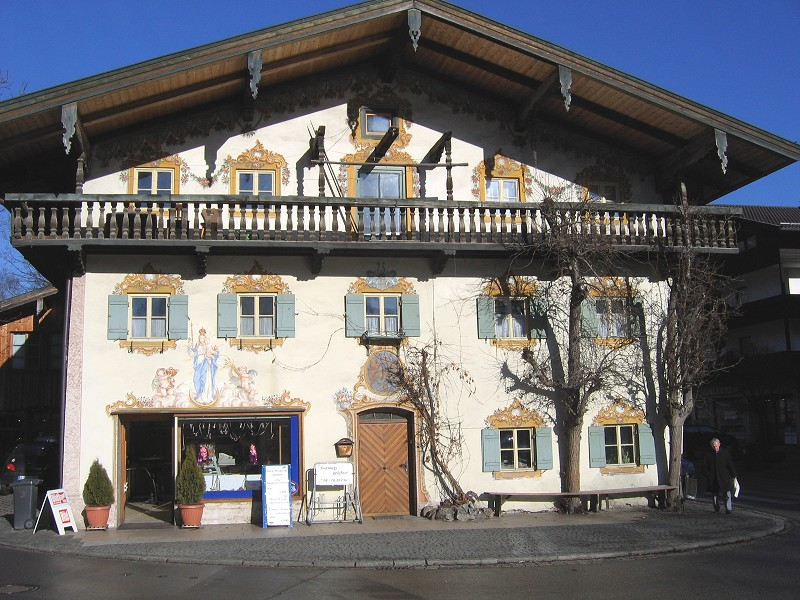
Обераудорф

## Персоналии
- Биссинг, Фридрих Вильгельм фон (1873—1956) — немецкий египтолог.
- Фолькер Банфильд (род. 1944) — пианист, родился в Обераудорфе